# Филиппов, Иван Иванович

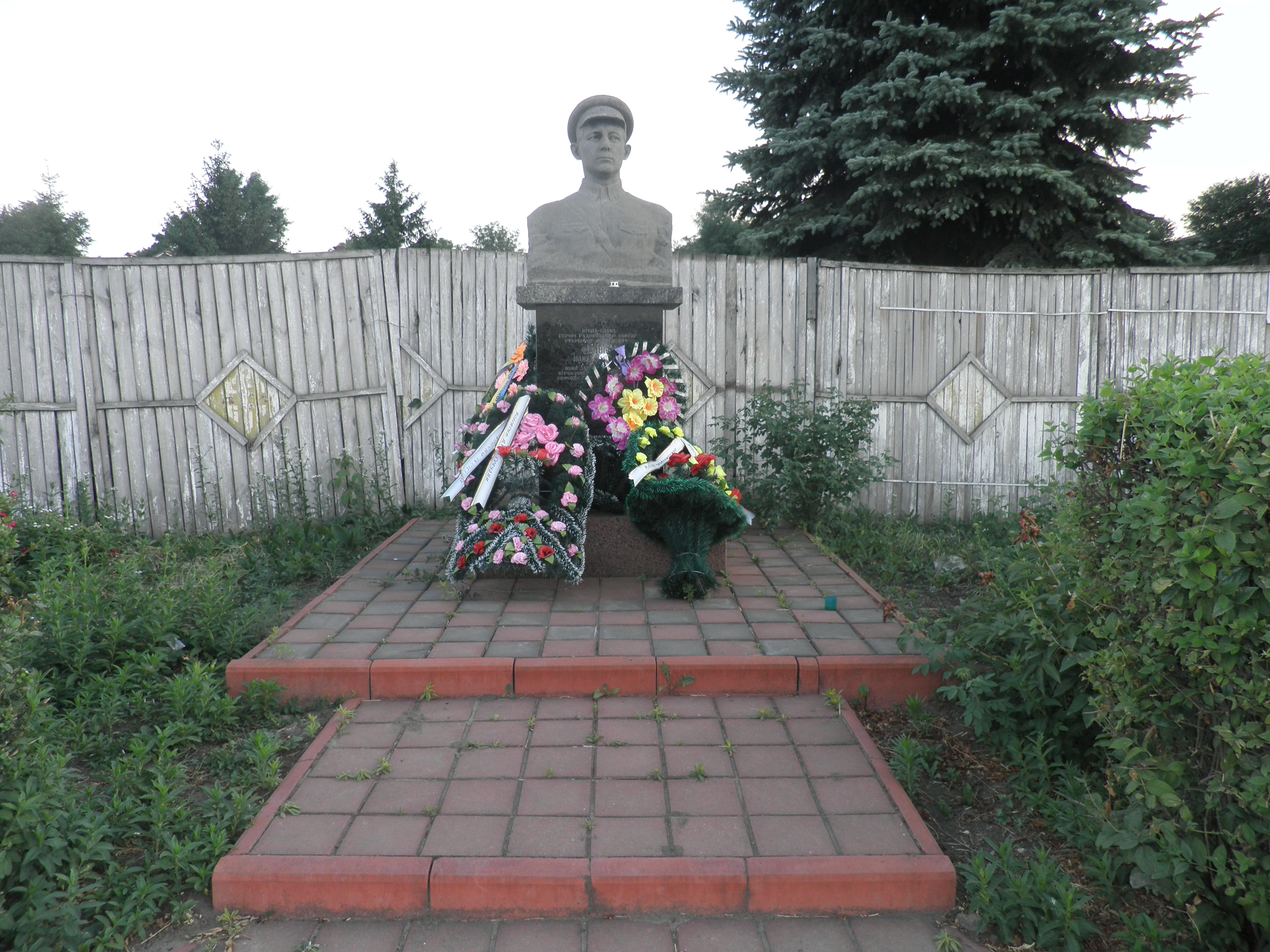
Бюст на месте захоронения на станции Гречаны

Иван Иванович Филиппов (19 мая 1912 — 12 марта 1944) — Герой Советского Союза, старший лейтенант, командир роты 82-миллиметровых миномётов 71-й механизированной бригады 9-го механизированного корпуса 3-й гвардейской танковой армии 1-го Украинского фронта.

## Биография
Родился года в селе Анновка Екатеринославского уезда, одноимённой губернии (ныне — Томаковского района Днепропетровской области). Работал слесарем на паровозоремонтном заводе имени Орджоникидзе в Подольске.
Призванный на срочную службу в РККА, отслужил 3 года наводчиком миномёта. Остался на сверхсрочную службу. В 1939 году участвовал в боях на реке Халхин-Гол в Монголии во время пограничного конфликта с Японией.
В феврале-марте 1940 года во время советско-финской войны принимал участие в штурме «линии Маннергейма».
В мае 1940 года демобилизовался и вернулся на родной завод имени Орджоникидзе.
Участник Великой Отечественной войны. 25 июня 1941 года повесткой Подольского райвоенкомата он снова был призван в армию. Окончил курсы младших лейтенантов в ноябре 1941 года. Воевал на Калининском, Воронежском, 1-м Украинском фронтах.
Участник боёв за Ржев, битвы за Днепр, на Букринском плацдарме, наступления с Лютежского плацдарма на Киев, обороны у города Фастов, Житомирско-Бердичевской и Проскуровско-Черновицкой наступательных операций.
Представлен к награждению званием Героя Советского Союза за освобождение Киева, когда в бою за село Хотов Киево-Святошинского района 6 ноября 1943 года, оказавшись в окружении вражеских солдат на передовом НП, вызвал огонь всей миномётной роты на себя. Указом Президиума Верховного Совета СССР «О присвоении звания Героя Советского Союза генералам, офицерскому, сержантскому и рядовому составу Красной Армии» от 10 января 1944 года за «образцовое выполнение боевых заданий командования на фронте борьбы с немецко-фашистскими захватчиками и проявленные при этом отвагу и геройство» удостоен звания Героя Советского Союза. 
Погиб в бою 12 марта 1944 года, взяв на себя командование в ходе контратаки на опасном направлении.
Похоронен у железнодорожной станции Гречаны Каменец-Подольской области (ныне — микрорайон города Хмельницкий).

## Награды
- Медаль «Золотая Звезда» (Указ Президиума Верховного Совета СССР от 10 января 1944 года);
- орден Ленина;
- орден Отечественной войны 2-й степени;
- медали СССР.

## Память
- На железнодорожной станции Гречаны на месте захоронения установлен бюст Героя.
- В Подольске одна из улиц названа именем И. И. Филиппова. В память о нём установлена мемориальная доска.